# Laccophilus huastecus
Laccophilus huastecus är en skalbaggsart som beskrevs av Elwood C. Zimmerman 1970. Laccophilus huastecus ingår i släktet Laccophilus och familjen dykare. Inga underarter finns listade i Catalogue of Life.